# Emerald Beach (Misuri)
Emerald Beach es una villa ubicada en el condado de Barry en el estado estadounidense de Misuri. En el Censo de 2010 tenía una población de 228 habitantes y una densidad poblacional de 122,44 personas por km².

## Geografía
Emerald Beach se encuentra ubicada en las coordenadas 36°34′27″N 93°40′15″O / 36.57417, -93.67083. Según la Oficina del Censo de los Estados Unidos, Emerald Beach tiene una superficie total de 1.86 km², de la cual 1.85 km² corresponden a tierra firme y (0.42%) 0.01 km² es agua.

## Demografía
Según el censo de 2010, había 228 personas residiendo en Emerald Beach. La densidad de población era de 122,44 hab./km². De los 228 habitantes, Emerald Beach estaba compuesto por el 96.93% blancos, el 0% eran afroamericanos, el 1.32% eran amerindios, el 0.44% eran asiáticos, el 0% eran isleños del Pacífico, el 0% eran de otras razas y el 1.32% pertenecían a dos o más razas. Del total de la población el 0.88% eran hispanos o latinos de cualquier raza.